# Dictyocaryum
Genre
Classification phylogénétique
Espèces de rang inférieur
- Dictyocaryum fuscum
- Dictyocaryum lamarckianum
- Dictyocaryum ptarianum

Dictyocaryum est un genre de palmiers de la famille des Arecacées que l'on trouve en Amérique du Sud. Ce genre est proche de Iriartea. Il contient les espèces suivantes :
- Dictyocaryum fuscum
- Dictyocaryum lamarckianum
- Dictyocaryum ptarianum

## Classification
- Famille des Arecaceae
  - Sous-famille des Arecoideae
    - Tribu des Iriarteeae

Ce genre partage sa tribu avec 4 autres genres :   Iriartella, Iriartea , Socratea, Wettinia .